# Chambon-Sainte-Croix
Chambon-Sainte-Croix är en kommun i departementet Creuse i regionen Nouvelle-Aquitaine i de centrala delarna av Frankrike. Kommunen ligger i kantonen Bonnat som tillhör arrondissementet Guéret. År 2022 hade Chambon-Sainte-Croix 86 invånare.

## Befolkningsutveckling
Antalet invånare i kommunen Chambon-Sainte-Croix
Referens:INSEE